# Army of the Mississippi
 Ikke at forveksle med Army of Mississippi.
Army of the Mississippi var navnet på to af Nordstaternes hære, som i kortere perioder opererede omkring Mississippifloden (heraf navnet) under den amerikanske borgerkrig.

## Historie

### 1862
Den første hær blev formeret den 23. februar 1862, med generalmajor John Pope som kommandør. Fra starten bestod den af 4 divisioner og gjorde tjeneste omkring Mississippifloden. Hæren blev udvidet til 5 divisioner og kæmpede i Slaget ved Island No. 10. Herefter blev hæren til venstre fløj i generalmajor Henry Halleck's Western Army Group.
Under Belejringen af Corinth blev hæren formeret som to fløje med to divisioner i hver. Generalmajor William S. Rosecrans kommanderede den venstre (1. og 2. Division) og brigadegeneral Schuyler Hamilton kommanderede højre fløj. Efter belejringne blev Pope sendt østpå for at lede Army of Virginia og generalmajor William S. Rosecrans overtog ledelsen. Hæren blev forstærket med to divisioner fra Army of West Tennessee og udkæmpede slagene ved Iuka og Corinth. Rosecrans blev overført til at lede Army of the Ohio og hæren blev nedlagt i oktober 1862 og regimenterne blev organiseret i XIII Corps.

### 1863
I 1863 fik generalmajor John A. McClernand kommandoen over en ekspeditionned ad Mississippi. Han fik kommandoen over to korps fra Army of the Tennessee, hans eget XIII Corps under ledelse af brigadegeneral George W. Morgan og generalmajor William T. Sherman's XV Corps. McClernand kaldte sin styrke for "Army of the Mississippi" og omdøbte XIII Corps til I Corps, Army of the Mississippi og XV Corps blev til II Corps, Army of the Mississippi. McClernand vandt Slaget ved Arkansas Post. Generalmajor Ulysses S. Grant kunne ikke lide McClernand og da både Sherman og Admiral Andrew H. Foote udtrykte den holdning, at McClernand ikke var i stand til at lede hæren tog Grant selv kommandoen over ekspeditionen mod Vicksburg og de gamle XIII og XV Corps blev ført tilbage i Army of the Tennessee den 12. januar 1863.

## Hærens historie
1862
| Kommandør                           | Fra              | Til              | Større slag/kampagner                                                   |
| ----------------------------------- | ---------------- | ---------------- | ----------------------------------------------------------------------- |
| Brigadegeneral John Pope            | 23. februar 1862 | 26. juni 1862    | Slaget ved New Madrid, Slaget ved Island No. 10, Belejringen af Corinth |
| Brigadegeneral William S. Rosecrans | 26. juni 1862    | 24. oktober 1862 | Iuka, Corinth                                                           |

1863
| Kommandør                       | Fra            | Til             | Større slag/kampagner    |
| ------------------------------- | -------------- | --------------- | ------------------------ |
| Generalmajor John A. McClernand | 4. januar 1863 | 12. januar 1863 | Slaget ved Arkansas Post |